# Фторид платины(II)
Фторид платины(II) — неорганическое соединение, 
соль металла платины и плавиковой кислоты с формулой PtF2,
зеленовато-жёлтые кристаллы,
не растворяется в воде.

## Получение
- Действие фтора на нагретую платиновую проволоку:

{\displaystyle {\mathsf {Pt+F_{2}\ {\xrightarrow {500-600^{o}C}}\ PtF_{2}}}}

## Физические свойства
Фторид платины(II) образует зеленовато-жёлтые кристаллы,
не растворяется в воде.

## Химические свойства
- Разлагается при сильном нагревании:

{\displaystyle {\mathsf {PtF_{2}\ {\xrightarrow {T}}\ Pt+F_{2}}}}